# 美麻りん
美麻 りん（みあさ りん、10月28日 - ）は、日本の漫画家。埼玉県出身。2005年、「悪魔的恋愛序章」で第39回なかよし新人まんが賞準入選を受賞し、『なかよしラブリー』（講談社）春の号でデビュー。影響を受けた漫画として、『美少女戦士セーラームーン』（武内直子）、『ガラスの仮面』（美内すずえ）を挙げている。同期は春瀬サク・滝口れもん。

## 作品リスト
- 悪魔的恋愛序章（『なかよしラブリー』2005年春、デビュー作）
- ふしぎなミルコットン（『なかよしラブリー』2005年冬）
- ラブペット（『なかよしラブリー』2006年春）
- ダーリンはマフィアンセ（『なかよしラブリー』2006年秋）
- 夏恋ｖエール!（『なかよしラブリー』2007年夏）
- 真冬のイリュージョニスト（『なかよしラブリー』2007年冬・2008年冬）
- アイドル（仮）（『なかよしラブリー』2008年春）
- おんたま♪（『なかよしラブリー』2009年春 - 2010年夏、全2巻、初の単行本化）
- AKB0048（企画：秋元康、原作：河森正治・サテライト、『なかよし』2012年2月号[2] - 2013年12月号、全4巻） - タイアップ
- ご指名ありがとうございます!（『なかよしラブリー』2011年冬の号 - 秋の号、『なかよし』2011年5月号）
- 嘘つき王子とニセモノ彼女（『なかよし』2014年5月号[3] - 2015年12月号、全5巻）
- チョコと男子と恋愛事情（『なかよし』2016年2月号、2016年3月号）
- 同級生に恋をした（『なかよし』2016年4月号[4] - 2018年5月号[5]、全7巻）
- シーク様とハーレムで。（『なかよし』2018年9月号[6] - 2021年2月号、全8巻）
- 恋ヶ窪くんにはじめてを奪われました（『Palcy』2021年3月30日[7] - 、既刊9巻）
- 草薙家当主は初花を愛でる（『comic fizzy（めちゃコミック）』2022年3月4日、全1巻）

アンソロジー
- 地獄少女　閻魔あいセレクション　激こわストーリー 罪（「エレベーター」）
- 地獄少女　閻魔あいセレクション　激こわストーリー 影（「テレビの中の女の子」）
  - 絶叫ライブラリー 学校には霊がいる（再録）

## 表紙絵、挿絵イラスト
- ハラヒレフラガール!（講談社青い鳥文庫、 著者:伊藤クミコ、2011年8月11日）
- おしゃれ怪盗クリスタル （講談社青い鳥文庫、 著者:伊藤クミコ）

1. 魅惑のマフラー（2012年11月10日）
2. コーディネートバトル（2013年5月10日）
3. シンデレラの靴（2013年11月15日）
4. 魂のピアス（2014年3月14日）
5. 友情のバレッタ（2015年月14日）

- 声優探偵ゆりんの事件簿 （学研パブリッシングアニメディアブックス、 著者:芳村れいな）

1. 〜アフレコスタジオの幽霊〜（2013年3月1日）
2. 〜舞台に潜む闇〜（2013年5月28日）

- 嘘恋シーズン ＃天王寺学園男子寮のヒミツ（角川ビーンズ文庫、著者：あさば深雪、2017年8月1日）
- 幼なじみの溺愛が危険すぎる（ケータイ小説文庫、著者：碧井こなつ、2019年9月25日）
- 極上に甘いキスしてみない？（ケータイ小説文庫、著者：みゅーな**、2020年4月25日）
- 同居中のイケメン幼なじみが、朝から夜まで溺愛全開です！（ケータイ小説文庫、著者：miNato、2021年3月25日）